# Balinese
Il balinese è una razza di gatto. A differenza del siamese, questo ha la coda più grande e nonostante sia un gatto a pelo corto la coda è cosparsa di peli lunghi.
I balinesi appartengono ad una famiglia di gatti orientali long-hair, sottili con manto molto fine e lo stesso colore dell'Himalaya come il siamese. Essi sono disponibili in cinque colori siamesi: seal point, il blue point, chocholate point e liliac point e red point. La loro testa forma un lungo, cuneo affusolata con un lungo profilo rettilineo. Le orecchie sono grandi e continuano il cuneo. Gli occhi sono blu e forma di mandorla. In realtà, il balinese è esattamente come un siamese, tranne per il manto, che è di media lunghezza, fine e setoso, senza sottopelo lanuginoso. Si trova vicino al corpo, che scorre verso la parte posteriore, dove termina con una graziosa coda piumata.
Da un punto di vista sessuale il balinese è molto precoce: le femmine raggiungono la maturità sessuale a soli 5 mesi, ma molti consigliano di attendere fino al secondo calore per l'accoppiamento. la gestazione dura in media 60 giorni e nascono circa 3 o 4 cuccioli.

## Storia
Il balinese ha iniziato la vita negli Stati Uniti a metà degli anni 1950. Essi sono stati procreati da siamesi, quando lo strano gattino a pelo lungo è apparso in cucciolate di pura razza siamese. Questi cuccioli hanno i lineamenti tipo siamese, ma sono molto più lunghi e con il manto setoso.
Sembra che ci sia una possibilità che il gene a pelo lungo sia stato introdotto da incroci di persiani.
Gli allevatori pionieri furono Marian Dorsey (Rai-marzo) della California,  Helen Smith (Merry Mews), anche Sylvia Holland (Holland's Farm), quando soggiornò in California. 
La Smith era più strettamente connessa con lo sviluppo della razza ed era responsabile per il nome "balinese".
Pensava che fossero molto simili "ballerine esotiche balinesi".
Entro la fine del 1950 la razza ha avuto un nome ed era stato posto sulla divisione degli Esteri Long Hair of the Cat Fancy Federazione. 
Nel 1961 è stata data lo stato campionato dalla CFF e nel corso degli anni sono cresciuti in popolarità a tal punto che essi detengono il pieno status nel campionato in tutte le associazioni americane. Dalla fine del 1979 il Cat Fancy 'Association (la più grande delle associazioni degli Stati Uniti ha riconosciuto i colori rosso, crema, tabby e tortie il balinese come "giavanese".

## Standard
- Taglia: il balinese è un gatto di taglia media (peso tra 2,5 e 5 kg) è snello con l'ossatura sottile.
- Testa: è lunga, a cuneo ben proporzionata alla esilità del collo.
- Orecchie: devono essere larghe alla base, appuntite e non rivolte verso il basso.
- Occhi: sono ben distanziati, di forma orientale di colore blu intenso.
- Muso: naso lungo e dritto.
- Zampe: arti sottili, più alti quelli posteriori.
- Coda: deve essere lunga e sottile
- Mantello: semi-lungo. Il mantello privo di sottopelo lanoso, deve essere più lungo sul collo, spalle e coda.
- Colori: seal point (corpo marrone o crema;muso, orecchie e coda scuri), blue point (corpo azzurro-bianco, points blu) chocolate point (corpo di color avorio, points marroni scuri), liliac point (corpo ghiaccio, points grigio-rosa)
- Vita media: 15-16 anni

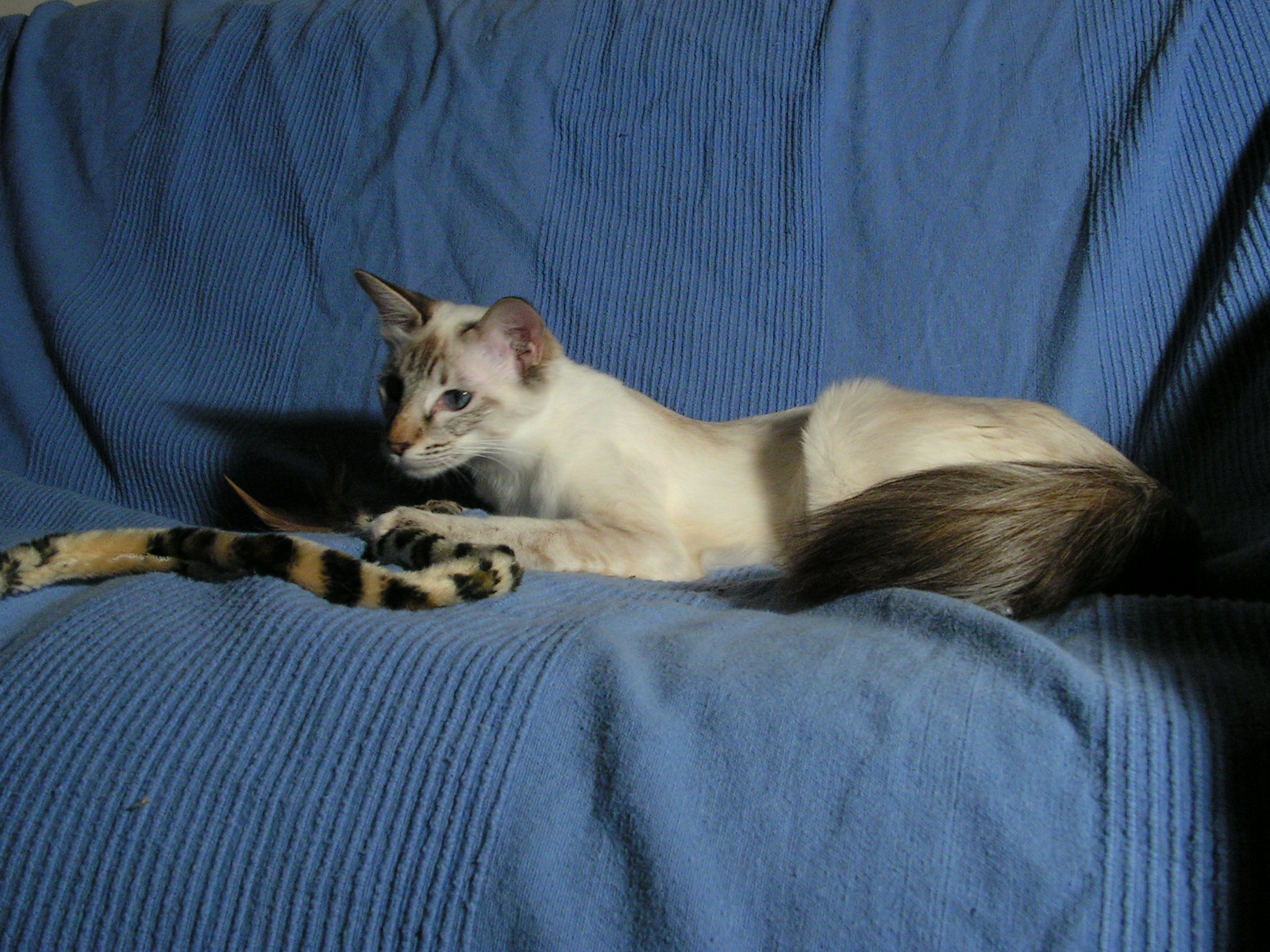
Balinese chocolate tabby point.
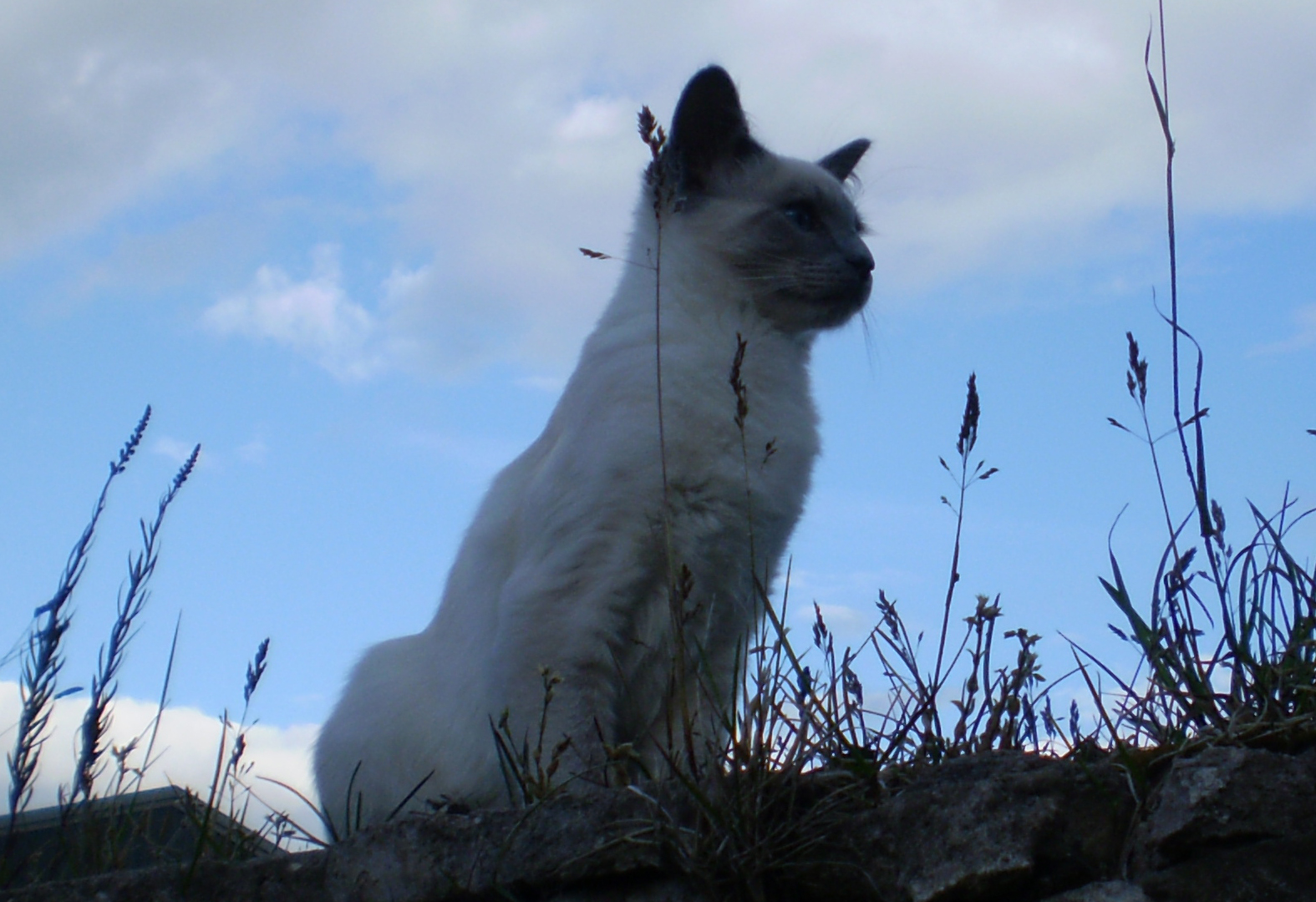
Balinese lilac point
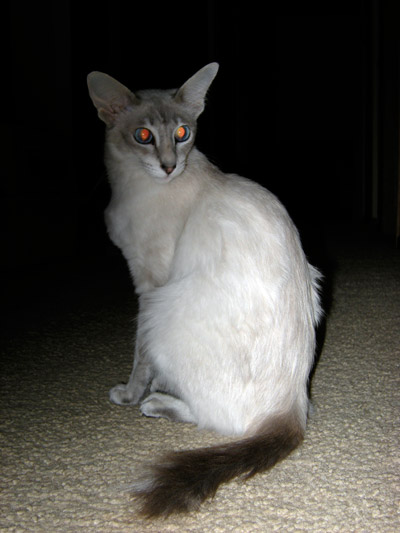
Javanese